# Orgyia antiqua
Espèce
Orgyia antiqua, l’Étoilée, est une espèce de lépidoptères (papillons) européens appartenant à la famille des Erebidae et à la sous-famille des Lymantriinae.
L'Étoilée mâle est doté de larges antennes pectinées qui lui permettent de capter les phéromones émises par la femelle (brachyptère).
Bien que protégée de nombreux prédateurs par ses soies et bien qu'autrefois commune et inhabituellement ubiquiste (la chenille peut vivre dans des environnements variés, mais aussi se nourrir de plantes très différentes), pour des raisons encore mal comprises, l'Étoilée est devenue rare.

## Description

### Papillon
Cette espèce est caractérisée par un fort dimorphisme sexuel.
- le mâle a les ailes brun-rouge à brun-orangé (25 à 30 mm d'envergure), avec deux dessins évoquant des yeux. Sa tête porte deux grosses antennes plumeuses. Comme chez d'autres espèces où le mâle doit détecter la femelle de loin et à sa seule odeur, il vole en faisant des zigzags, souvent en hauteur, à la recherche de femelles, de jour et de nuit.
- la femelle de couleur gris-blanchâtre est brachyptère et caractérisée par un abdomen inhabituellement gros et arrondi. Une fois sortie de son cocon, incapable de voler, elle se déplace peu, se contentant d'émettre des phéromones attirant les mâles.

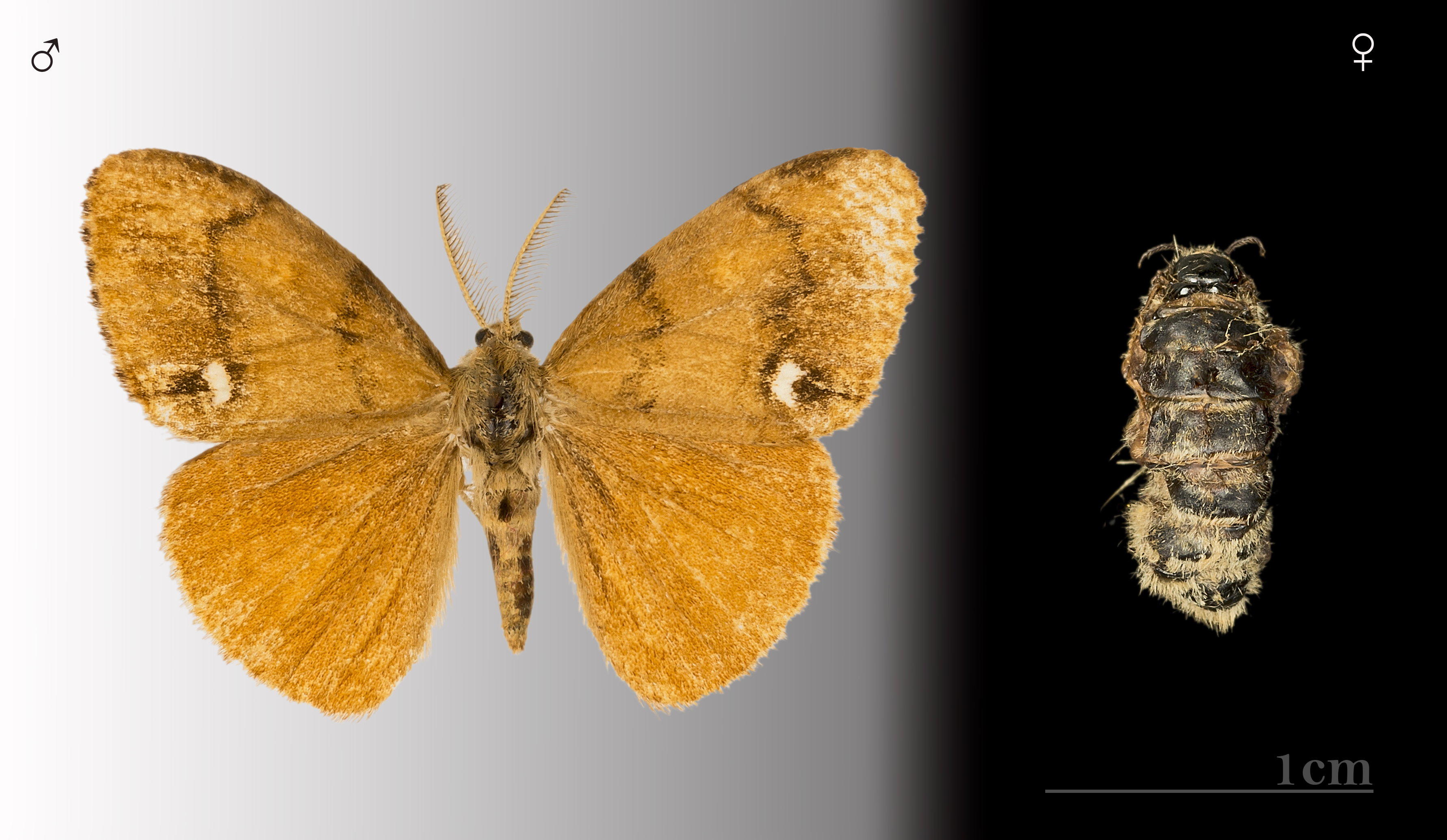
Le Mâle et la femelle (coll. MHNT)
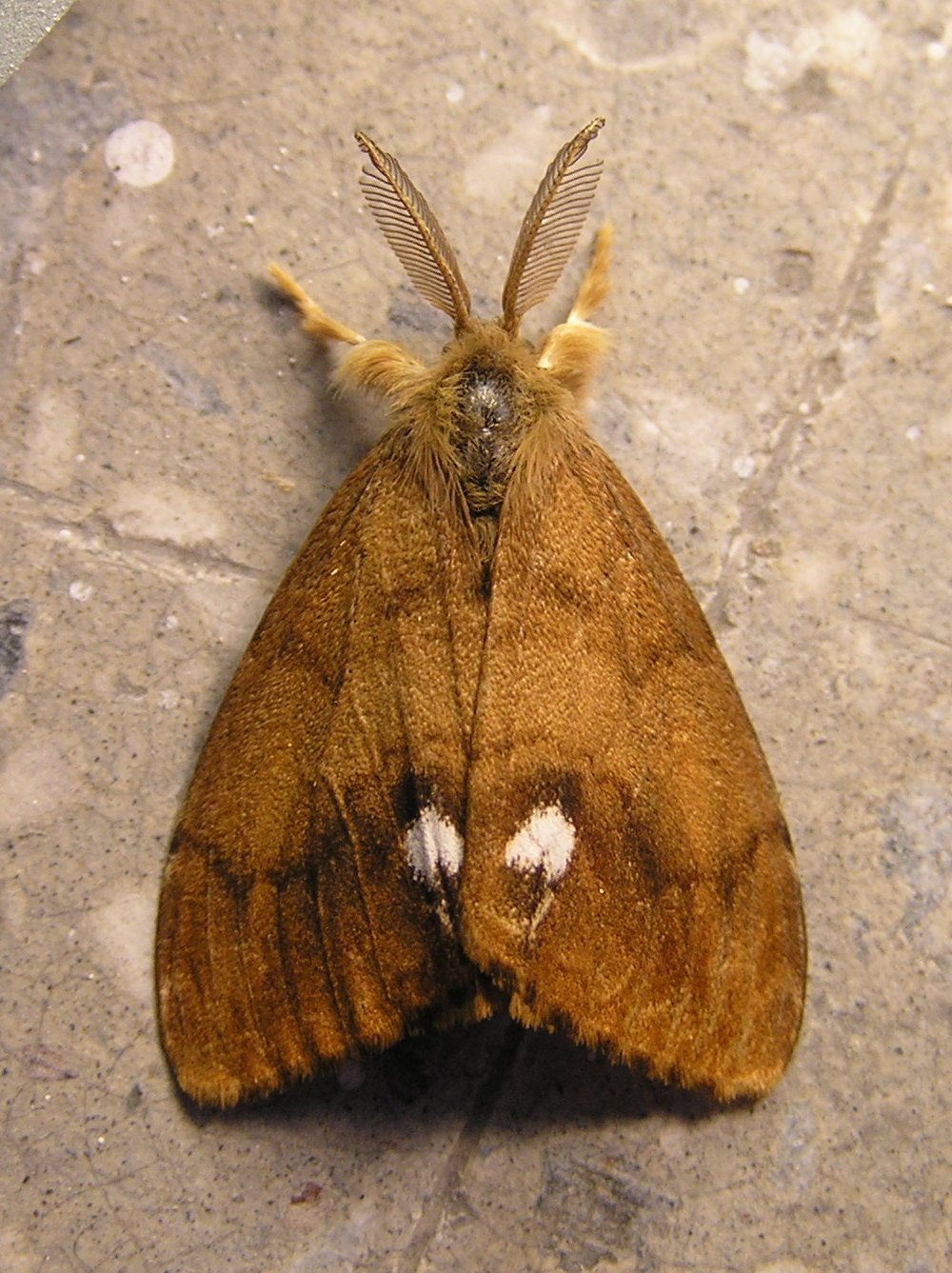
Orgyia antiqua (mâle)
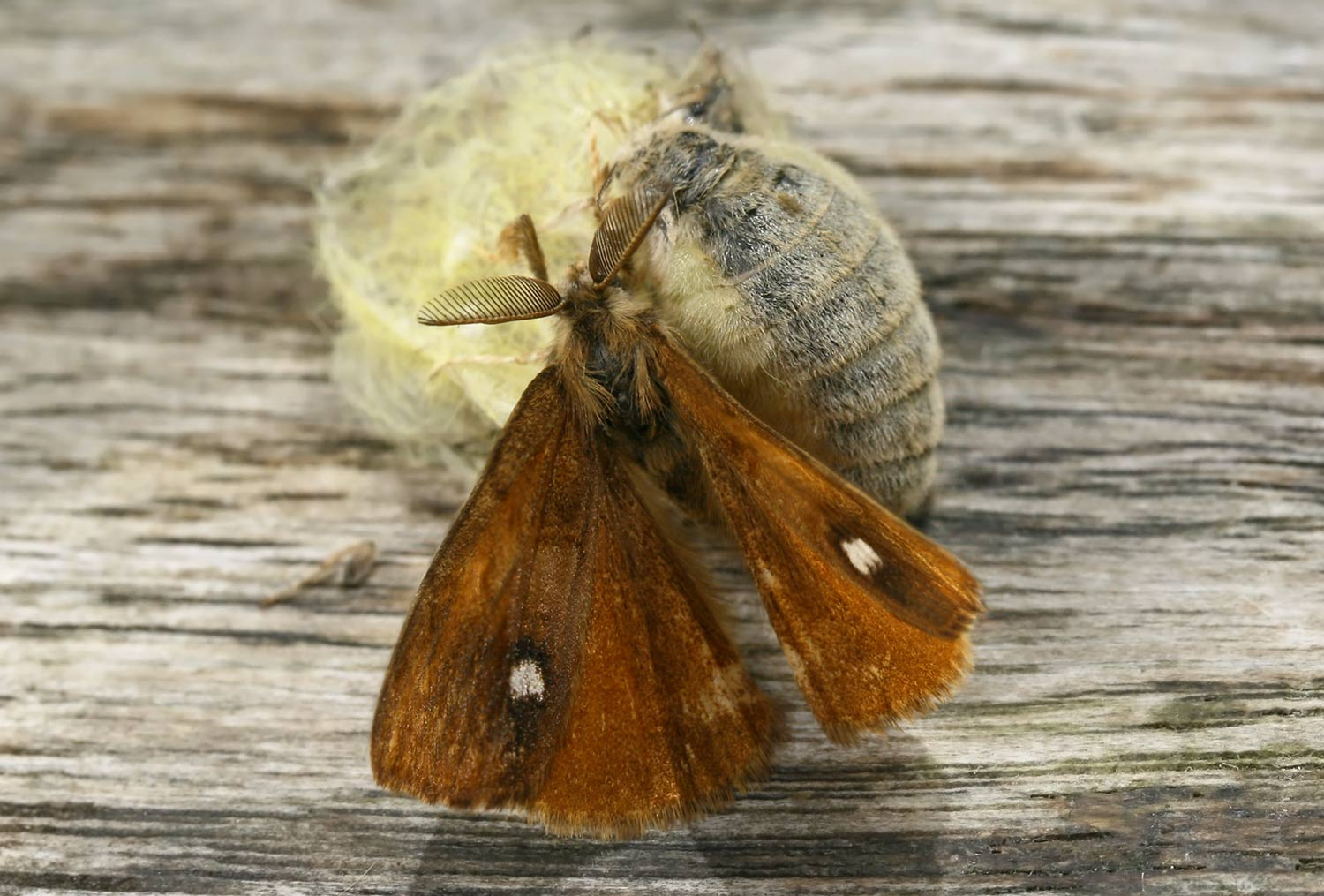
Le couple

### Chenille
La chenille d’Orgyia antiqua compte parmi les plus originales de toutes les chenilles européennes. Son corps est gris foncé avec des verrues rougeâtres garnies de longues touffes de soies groupées d'un blanc grisâtre ou jaunâtre (parfois brunes). 
Sa longueur maximum est d'environ 35 mm (jusqu'à 40 mm ?).  Au Royaume-Uni, les chenilles peuvent être observées de mai à début septembre.
Sa couleur évolue selon sa taille.

Une brosse dorsale constituée de poils brun jaune ou ocre clair est placée sur chacun des quatre premiers segments abdominaux. 

Le prothorax est pourvu d'une paire de longs pinceaux noirs qui sont dirigés vers l'avant; un pinceau semblable sur le huitième segment abdominal est dirigé vers l'arrière. Deux petits pinceaux latéraux, noirs, se trouvent sur le deuxième segment abdominal. 

Ligne longitudinale blanche discontinue au niveau des stigmates sur les flancs. 

La tête est d'un noir luisant.
Les soies de cette chenille sont urticantes ou du moins très irritantes. D'après Wagner (2005), la chenille dispose de cellules productrices de toxines, qui servent à enduire l'extrémité de certaines soies que la chenille peut alors présenter à ses adversaires.

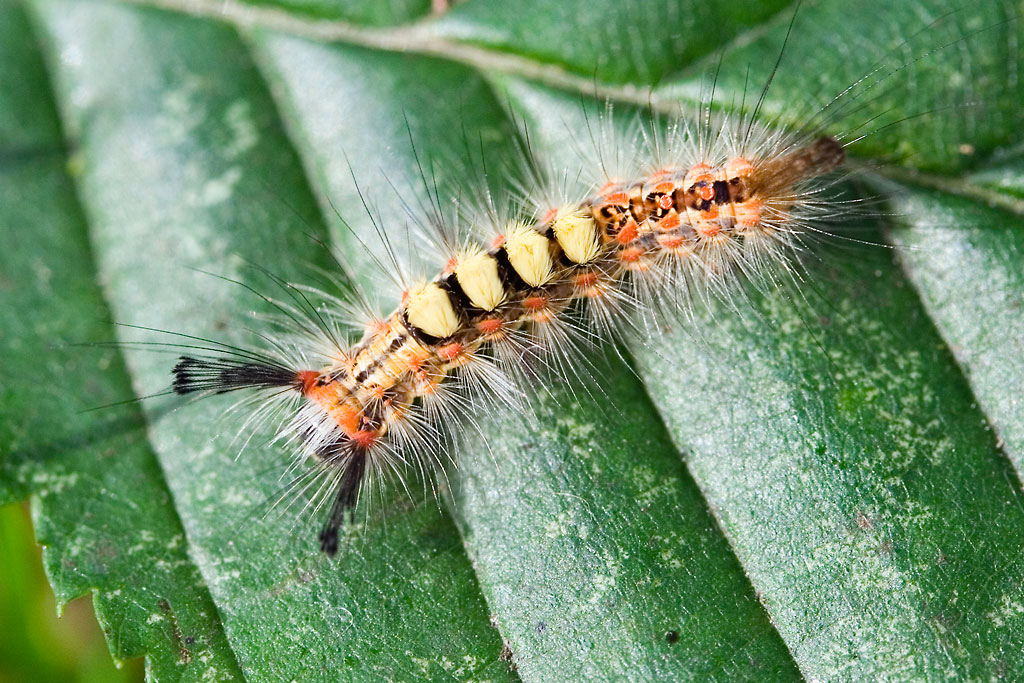
Orgyia antiqua Chenille montrant les 4 touffes de poils jaunes qui sont une des caractéristiques de l'espèce
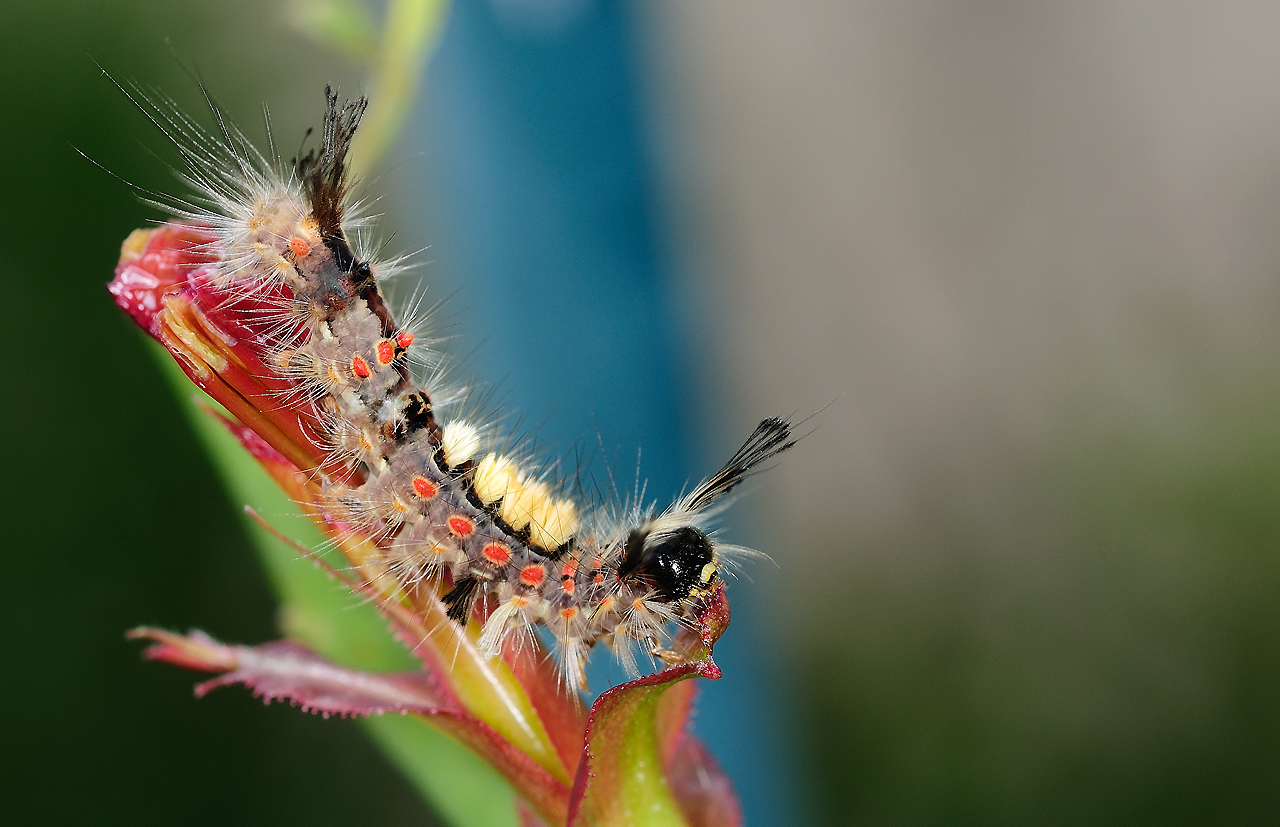
Chenille d'Étoilée
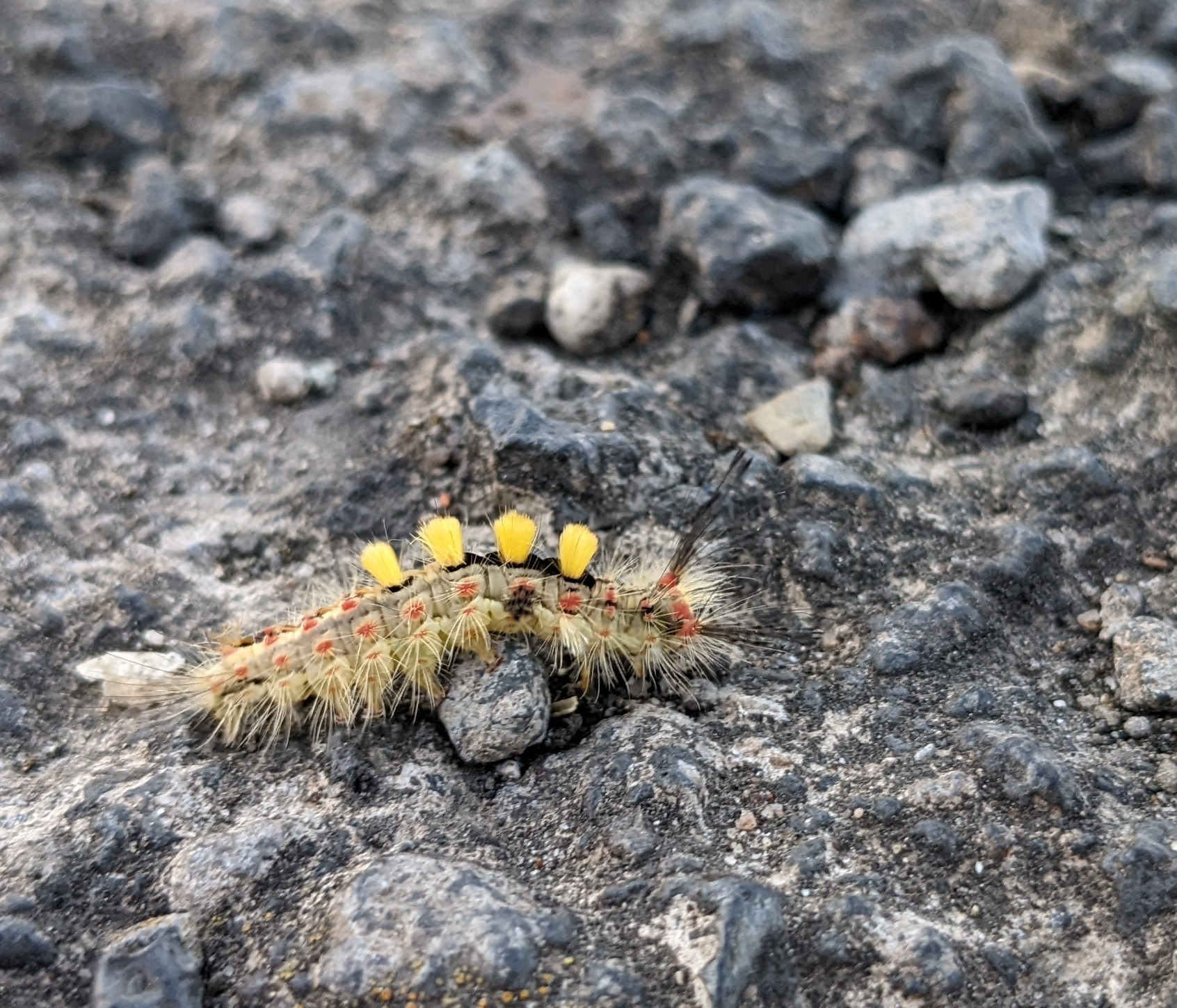
Orgyia Antiqua observée au bord du rhin non loin du Pavilion de Drusenheim le 04/05/2022. On distingue nettement les touffes de poils sur le dos

### Espèces proches ou morphologiquement proches
- Orgyia leucostigma intermedia (Amérique du Nord)
- Calliteara pudibunda (la Pudibonde)
- Orgyia recens (la Soucieuse)
- Calliteara fascelina, ou Dicallomera fascelina (le Bombyx porte-brosses)

## Répartition et habitat

### Répartition
Autrefois présente partout en France et dans presque toute l'Europe, l'Étoilée est en forte régression bien que ses chenilles puissent être observées en nombre important là on les voit encore. 
Peut-être en raison de leur toxicité pour les oiseaux et/ou du caractère urticant de leurs soies, les chenilles se cachent moins que celles d'autres espèces. 
On peut donc facilement les observer sur les murs, les trottoirs, les chemins ou les routes quand elles sont encore présentes.

### Habitat
C'est une espèce qui se contente d'habitats variés, mais qui semble apprécier la présence d'une strate buissonnante : haies, bois, parcs et jardins, marais, tourbières, landes, voire exceptionnellement au pied d'arbres isolés en environnement urbain (Waring et al., 2003).

## Comportement

### Alimentation
Les adultes ne mangent pas. Les chenilles se nourrissent de nombreuses plantes, dont des feuilles d'arbres et arbustes à feuillage caduc, comme les bouleaux (Betula), de Rosaceae telles qu'aubépines (Crataegus), Prunus, Rubus... mais aussi de chênes (Quercus), saules (Salix), tamaris (Tamarix) aussi bien que d'aiguilles de pins ou d'agrumes (Citrus), ainsi que de plantes de la strate herbacée dont par exemple des airelles (Vaccinium), renouée poivre d'eau, chardons... 
Elle était autrefois réputée préférer le rosier. Peut-être sa régression est-elle pour partie due au développement de l'usage de pesticides (insecticides) dans les jardins et en particulier sur les rosiers.

### Cycle biologique
En Europe septentrionale : la ponte a lieu en juillet-août. Il n'y a qu'une seule génération par an. 
L'éclosion n'a lieu qu'au printemps de l'année suivante, le développement larvaire n'étant achevé qu'en juillet. 
L'adulte (imago) émerge de sa chrysalide en juillet-août. Au Royaume-Uni on considère que son cycle annuel est retardé d'un mois dans le nord (Waring et al. 2003)
On peut trouver les cocons sur les branches, dans les anfractuosités de l'écorce.
Les imagos femelles sont aptères. Elles sécrètent de puissantes phéromones qui attirent les mâles qui peuvent les capter grâce à de larges antennes pectinées.
Les adultes ne se nourrissent pas. Leur vie est courte et uniquement consacrée à la reproduction de l'espèce.

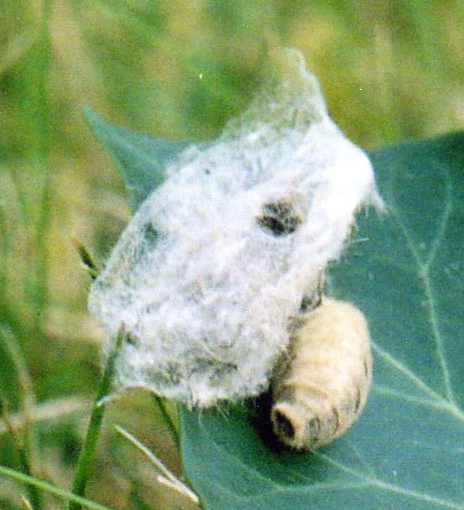
Femelle, ici (rarement observé) en train d'appeler le mâle en émettant des phéromones
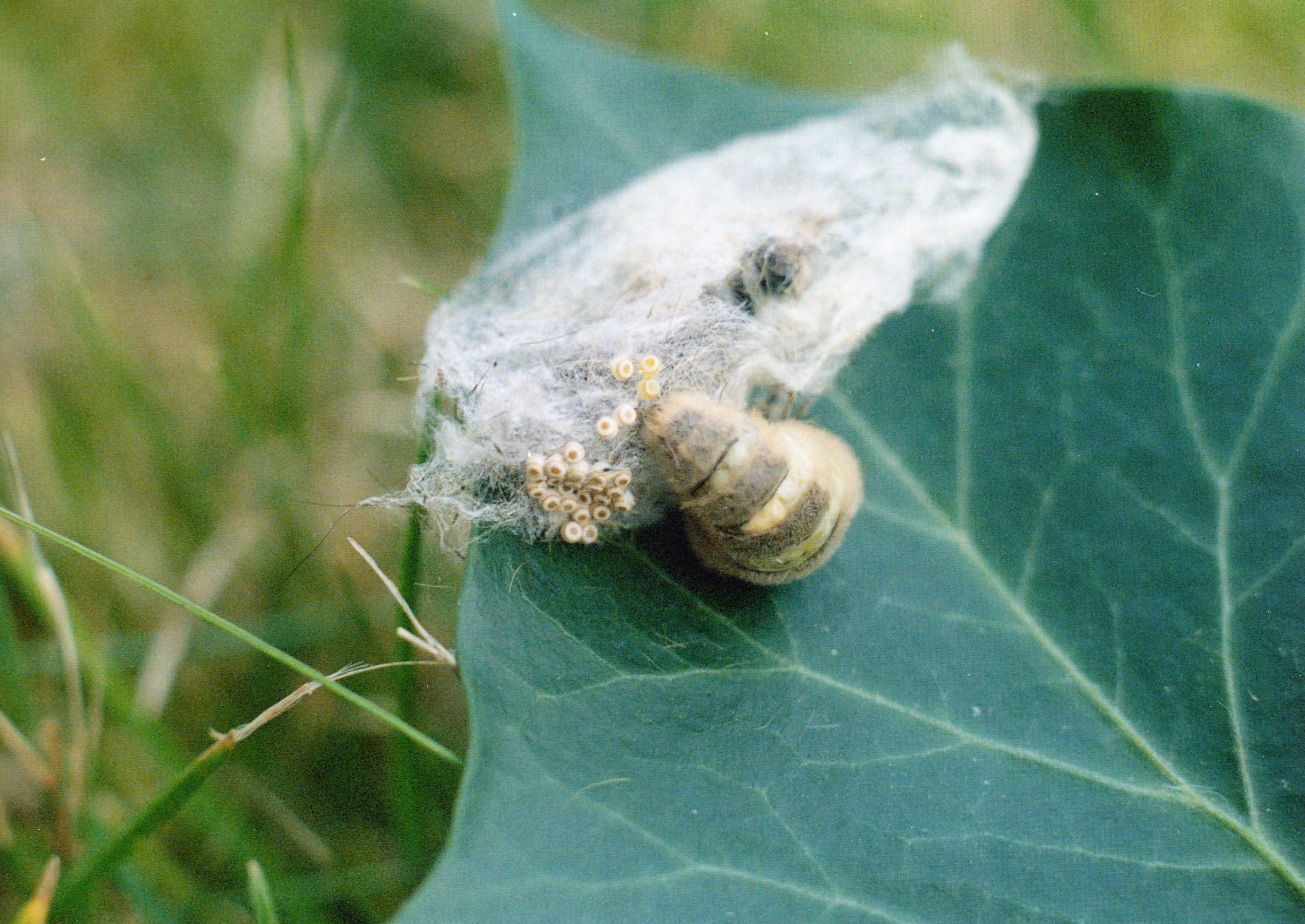
La femelle dépose ses œufs sur les restes de son cocon
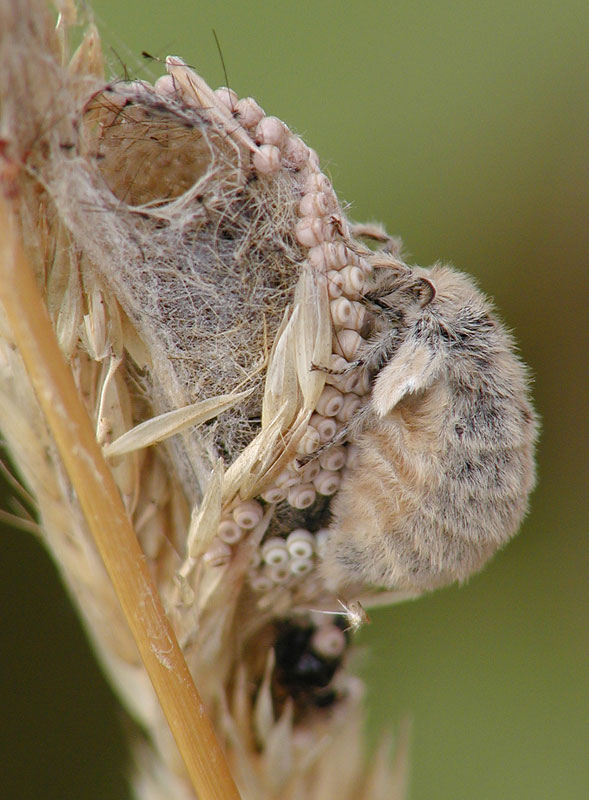
Femelle brachyptère ayant pondu sur son cocon
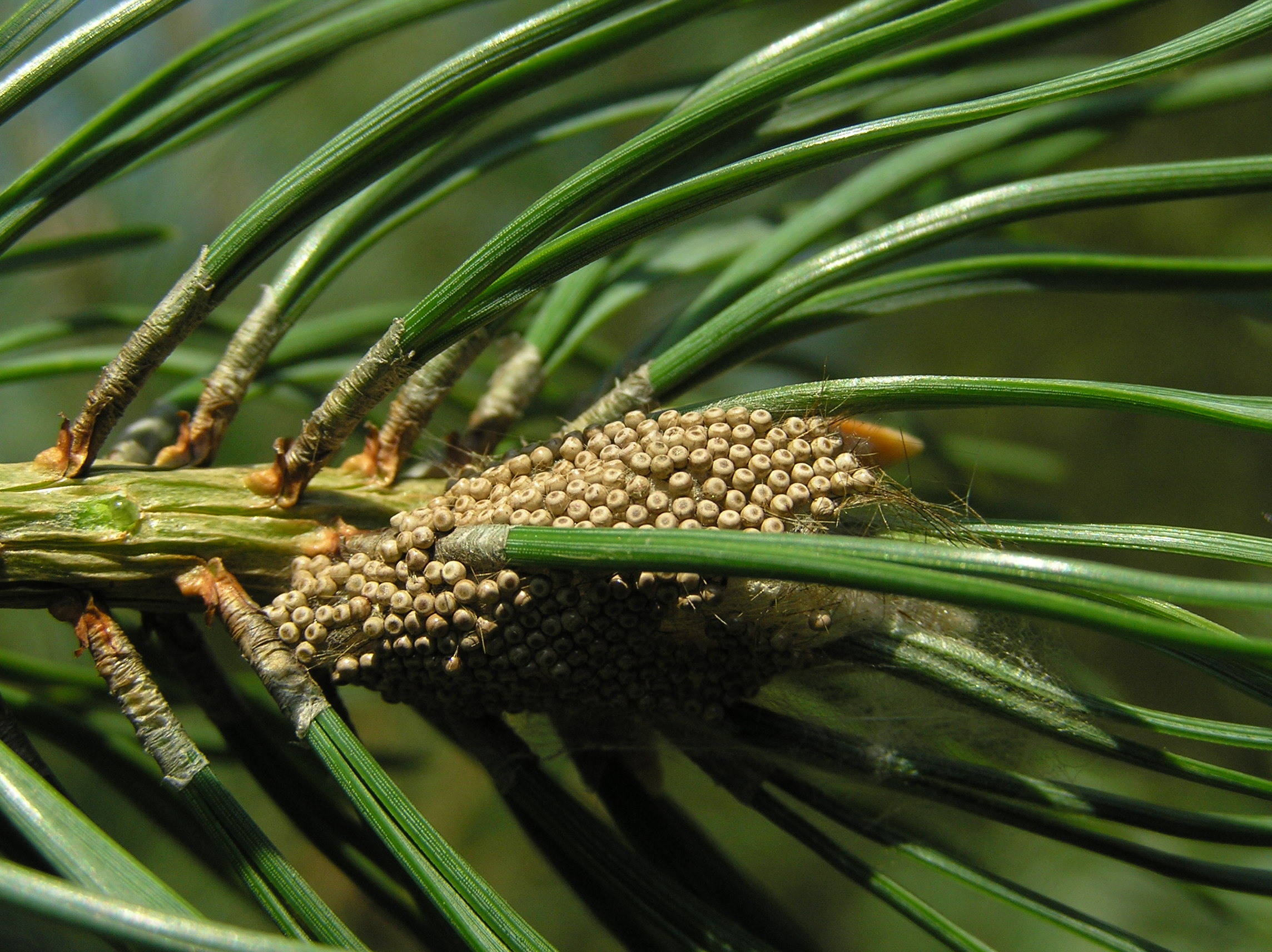
Ponte d’Orgyia antiqua
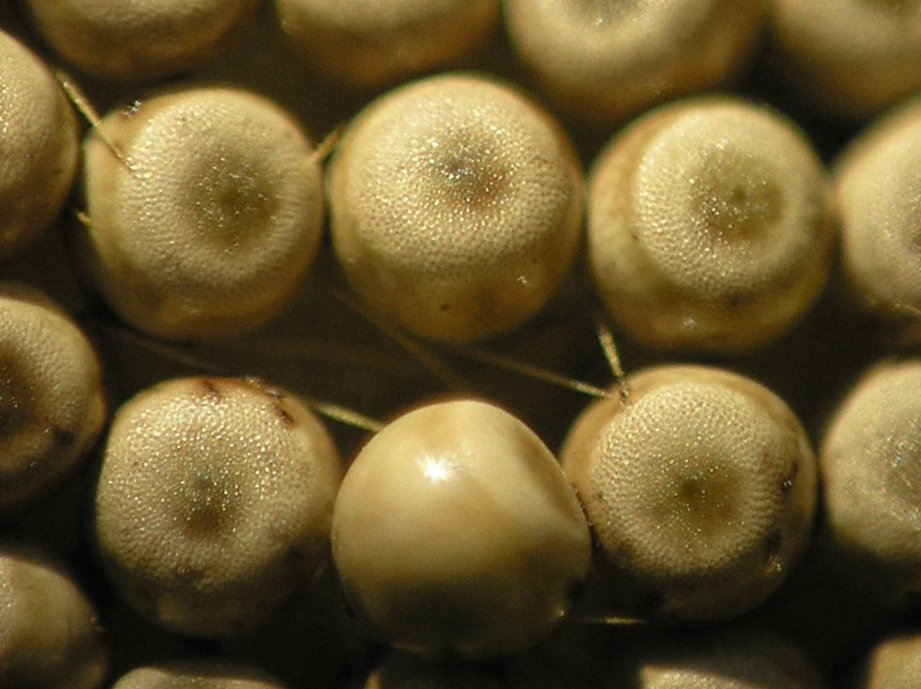
Les œufs

## Systématique
L'espèce a été décrite par le naturaliste suédois Carl von Linné en 1758.

### Synonymie
- Phalaena antiqua Linnaeus, 1758 [4] Protonyme
- Phalaena gonostigma Scopoli, 1763
- Phalaena paradoxa Retzius, 1783[5]
- Orgyia nova Fitch, 1863
- Orgyia badia Edwards, 1874
- Orgyia zimmermanni Graeser, 1888
- Orgyia confinis Grum-Grshimailo, 1891
- Orgyia antiqua var. modesta Heyne, 1899
- Orgyia antiqua var. bukovina Strand, 1910
- Orgyia antiqua f. manchurica Matsumura, 1933
- Orgyia antiqua septentrionalis Rangnow, 1935
- Orgyia antiqua lindrothi Bryk, 1943

## L'Étoilée et l'Homme
L'espèce qui serait originaire de l'Europe a gagné l'Amérique du Nord et tout le paléarctique où elle est localement considérée comme gênante (source de démangeaisons).

### Statut, menaces
Ces mêmes mâles sont occasionnellement attirés par certaines lumières (phénomène dit de pollution lumineuse) et sont actifs pendant la journée ou la nuit. Males occasionally come to light (Waring et al., 2003). 
Au Nouveau Brunswick (Canada), on a noté que les mâles adultes de cette espèce sont attirés par les pièges à phéromones posés dans les forêts commerciales pour attirer un autre papillon du même genre (Orgyia leucostigma ou « White-marked Tussock Moth ») 
La chenille est considérée comme une "plaie mineure" (« minor forest pest ») en Amérique du Nord (Carter, 2004), et peut poser problème dans certaines villes du Royaume-Uni (Porter, 1997).